# Hypsophila jugorum
Hypsophila jugorum är en fjärilsart som beskrevs av Nicolas Grigorevich Erschoff 1874. Hypsophila jugorum ingår i släktet Hypsophila och familjen nattflyn. Inga underarter finns listade i Catalogue of Life.